# Brasil (canción)
Brasil es una canción de pop rock, perteneciente al cantautor de rock brasileño Cazuza. Es la sexta canción que forma parte de su tercer disco de estudio, titulado Ideologia de 1988. También fue grabada por la cantante Gal Costa, como cortina de entrada de la telelovela brasileña llamada Vale Tudo de 1988. 
La canción expresa un sentimiento antinacionalista y una vista pesimista sobre el estilo de vida de Brasil y la "manera de manejar las cosas" (asociado a la famosa frase "jeitinho brasileiro").

## Versiones
- Cazuza en Ideologia (1988)
- Gal Costa como banda sonora de Vale Tudo (1988)
- Deborah Blando en A Different Story (Special Edition) (1993)
- Kid Abelha en su álbum en vivo MTV Unplugged (2002)
- Cássia Eller en su álbum compilatorio Perfil (2003)[3]